# Craon (Viena)
Craon és un municipi francès al departament de la Viena (regió de la Nova Aquitània). L'any 2007 tenia 198 habitants.

## Demografia

### Població
El 2007 la població de fet de Craon era de 198 persones. Hi havia 80 famílies de les quals 20 eren unipersonals (8 homes vivint sols i 12 dones vivint soles), 32 parelles sense fills i 28 parelles amb fills. La població ha evolucionat segons el següent gràfic:

### Habitatges
El 2007 hi havia 111 habitatges, 84 eren l'habitatge principal de la família, 8 eren segones residències i 19 estaven desocupats. Tots els 108 habitatges eren cases. Dels 84 habitatges principals, 77 estaven ocupats pels seus propietaris, 6 estaven llogats i ocupats pels llogaters i 1 estava cedit a títol gratuït; 2 tenien una cambra, 3 en tenien dues, 16 en tenien tres, 26 en tenien quatre i 37 en tenien cinc o més. 59 habitatges disposaven pel capbaix d'una plaça de pàrquing. A 41 habitatges hi havia un automòbil i a 36 n'hi havia dos o més.

### Piràmide de població
La piràmide de població per edats i sexe el 2009 era:
| Homes | Edats   | Dones |
| ----- | ------- | ----- |
| 0     | 95 o +  | 0     |
| 8     | 90 a 94 | 0     |
| 0     | 85 a 89 | 4     |
| 4     | 80 a 84 | 0     |
| 0     | 75 a 79 | 4     |
| 16    | 70 a 74 | 8     |
| 0     | 65 a 69 | 16    |
| 12    | 60 a 64 | 4     |
| 4     | 55 a 59 | 8     |
| 0     | 50 a 54 | 0     |
| 16    | 45 a 49 | 20    |
| 8     | 40 a 44 | 4     |
| 4     | 35 a 39 | 0     |
| 4     | 30 a 34 | 4     |
| 4     | 25 a 29 | 4     |
| 4     | 20 a 24 | 0     |
| 4     | 15 a 19 | 4     |
| 8     | 10 a 14 | 4     |
| 12    | 5 a 9   | 0     |
| 4     | 0 a 4   | 0     |

## Economia
El 2007 la població en edat de treballar era de 110 persones, 75 eren actives i 35 eren inactives. De les 75 persones actives 65 estaven ocupades (44 homes i 21 dones) i 10 estaven aturades (7 homes i 3 dones). De les 35 persones inactives 10 estaven jubilades, 6 estaven estudiant i 19 estaven classificades com a «altres inactius».
El 2009 a Craon hi havia 86 unitats fiscals que integraven 198 persones, la mediana anual d'ingressos fiscals per persona era de 15.581 €. Dels 7 establiments que hi havia el 2007, 2 eren d'empreses de construcció, 4 d'empreses de comerç i reparació d'automòbils i 1 d'una empresa de serveis. L'únic servei als particulars que hi havia el 2009 era una lampisteria.
L'any 2000 a Craon hi havia 25 explotacions agrícoles que ocupaven un total de 1.520 hectàrees.

## Equipaments sanitaris i escolars
El 2009 hi havia una escola elemental integrada dins d'un grup escolar amb les comunes properes formant una escola dispersa.

## Poblacions properes
El següent diagrama mostra les poblacions més properes.